# Baruch Samuel Blumberg
Baruch Samuel Blumberg (28. července 1925, Brooklyn, New York – 5. dubna 2011, Mountain View, Kalifornie) byl lékař ze Spojených států amerických, spoludržitel (s Danielem Carletonem Gajduskem) Nobelovy ceny za fyziologii a medicínu za rok 1976.
Jeho nejvýznamnějším dílem bylo odhalení viru hepatitidy B, původce onemocnění, které se přenáší krevní transfuzí a často přechází v rakovinu jater. Později se svým týmem vyvinul také patřičné diagnostické testy a první vakcínu proti tomuto viru. Nobelovu cenu získal oficiálně za „objevy týkající se nových mechanismů původu a šíření infekčních onemocnění“.

## Mládí a studia
Baruch Blumberg se narodil v newyorském Brooklynu v židovské rodině, jeho otec byl právník. Nejprve navštěvoval ortodoxní základní školu ve Flatbushi, kde se kromě běžných školních předmětů učil číst a psát hebrejsky a studovat Bibli a židovské texty v originálním jazyce. (Mezi studenty této školy patřil i Blumbergův současník Eric Kandel, další nositel Nobelovy ceny za medicínu). Později navštěvoval brooklynskou střední školu Jamese Madisona, kterou sám popisoval jako školu s vysokou akademickou úrovní, kde působilo mnoho učitelů s doktorátem. Po přestěhování do Far Rockaway v Queensu přestoupil počátkem 40. let na Far Rockaway High School. Tuto školu absolvovali také jeho kolegové a nositelé Nobelovy ceny Burton Richter a Richard Feynman. Během druhé světové války sloužil Blumberg jako palubní důstojník amerického námořnictva. Poté studoval fyziku na Union College v Schenectady ve státě New York, kterou absolvoval s vyznamenáním v roce 1946.
Původně nastoupil na postgraduální studium matematiky na Kolumbijské univerzitě, ale nakonec přešel na medicínu a v roce 1951 získal lékařský titul na Columbia's College of Physicians and Surgeons. Další čtyři roky pracoval jako stážista a později jako rezident v Columbia Presbyterian Medical Center. Poté studoval biochemii na Balliol College Oxfordské univerzity a v roce 1957 získal doktorát z biochemie. 

## Vědecká kariéra
V padesátých letech 20. století cestoval Blumberg po světě a odebíral vzorky lidské krve, aby studoval genetické rozdíly u lidí a zaměřil se na otázku, proč někteří lidé v daném prostředí onemocní, zatímco jiní ne. V roce 1964 objevil při studiu žloutenky (hepatitidy) v krvi australského domorodce povrchový antigen pro hepatitidu B, proto byl zpočátku nazýván „australský antigen“. Jeho práce později prokázala, že virus hepatitidy B může způsobovat rakovinu jater. Blumberg a jeho tým dokázali vyvinout screeningový test na virus hepatitidy B, aby zabránili jeho šíření při darování krve, a v roce 1969 vyvinuli také první vakcínu. Blumberg později volně šířil svůj patent na vakcínu, aby podpořil její distribuci farmaceutickými společnostmi. Nasazení vakcíny snížilo během 10 let míru nakažení dětí hepatitidou B v Číně z 15 % na 1 %.
V roce 1960 se stal vedoucím sekce geografické medicíny a genetiky amerického Národního ústavu zdraví v Bethesdě ve státě Maryland. V roce 1964 byl jmenován zástupcem ředitele pro klinický výzkum v Ústavu pro výzkum rakoviny (později pojmenovaném Fox Chase Cancer Center) ve Filadelfii. Působil také jako profesor medicíny, lidské genetiky a antropologie na Pensylvánské univerzitě. V roce 1989 se vrátil na Balliol College do Oxfordu, kde působil až do roku 1994.
V roce 1992 se Blumberg podílel na založení nadace Hepatitis B Foundation (HBF), jejímž cílem bylo najít lék na hepatitidu B a zlepšit tak život lidí postižených chorobou po celém světě. Od roku 1992 až do své smrti v roce 2011 působil ve vědeckém a lékařském poradním sboru a jako její významný vědecký pracovník. V roce 1994 byl zvolen členem Americké akademie umění a věd.
Po návratu do Spojených států pokračoval v pedagogické činnosti jako profesor medicíny a antropologie na Pensylvánské univerzitě a působil jako hostující profesor na univerzitách v Indii (Bangalore), Singapuru, Kentucky (Lexington), Indianě (Bloomington), na Novém Zélandu (Otago, Dunedin) a na Stanfordově univerzitě. V letech 1999–2002 působil jako ředitel Astrobiologického institutu Národního úřadu pro letectví a vesmír (NASA) v Amesově výzkumném středisku v Moffett Field v Kalifornii, kde se věnoval výzkumu možnosti života na jiných planetách. Během svého působení v NASA zastával několik různých funkcí, na kterých setrval až do roku 2004.
V listopadu 2004 byl Blumberg jmenován předsedou vědeckého poradního sboru společnosti United Therapeutics Corporation, kterým byl až do své smrti. Jako předseda svolal tři konference o nanomedicínských a telemedicínských technologiích a také vedl tuto biotechnologickou společnost při vývoji širokospektrálního antivirového léku. V následujícím roce byl zvolen prezidentem Americké filozofické společnosti a tuto funkci zastával až do své smrti.
V roce 2002 vydal knihu o své práci, za níž získal Nobelovu cenu, Hepatitis B: The Hunt for a Killer Virus (Hepatitida B: hon na zabijácký virus).

## Osobní život
V roce 1954 se oženil s výtvarnicí Jean Liebesmanovou. Měli spolu dva syny a dvě dcery.
Baruch Blumberg zemřel na infarkt 5. dubna 2011 ve věku 85 let, krátce poté, co přednesl hlavní příspěvek na mezinárodním semináři v Amesově výzkumném středisku NASA.